# Cantão da Posavina

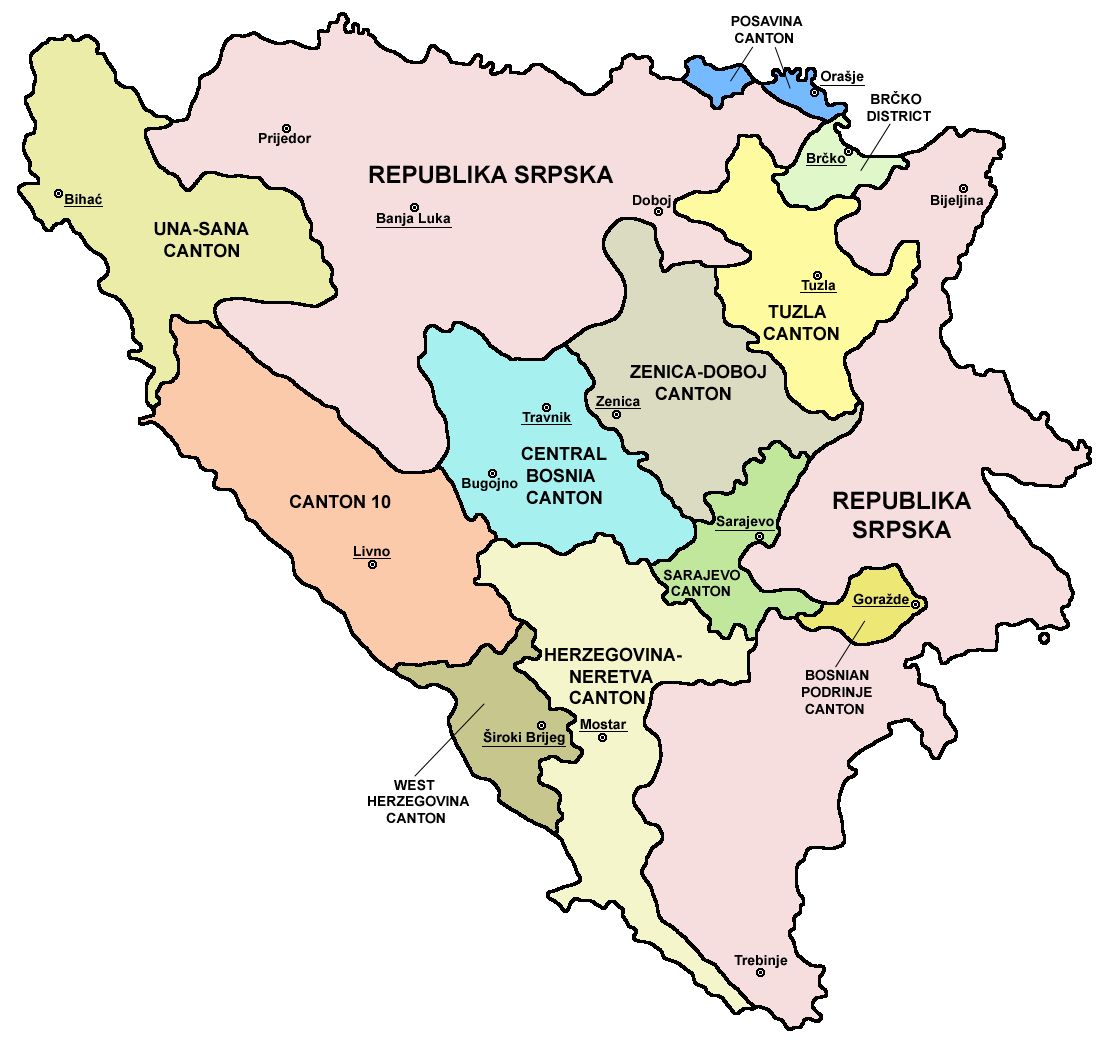
Cantões da Federação da Bósnia e Herzegovina.

O Cantão da Posavina (em croata: Županija Posavska; sérvio e em bósnio: Posavski kanton; cirílico: Посавски кантон) é um estado federado e um dos dez cantões da Federação da Bósnia e Herzegovina, na Bósnia e Herzegovina. É o menor cantão, com uma área de apenas 330,85 km² (128 milhas quadradas). O cantão é um enclave da Federação da Bósnia e Herzegovina, sendo limitado pela Republika Srpska e pelo distrito de Brčko a sul e pelo rio Sava e pela Croácia a norte. A sua capital é Orašje e a maior cidade é Odžak.

## História
A região de Posavina foi habitada desde os tempos pré-históricos, como comprovam vários achados arqueológicos de moedas e outros artefatos. Após o Tratado de Passarowitz, assinado em 1718 entre o Império Otomano e a monarquia dos Habsburgos, a maioria das famílias católicas das aldeias montanhosas foi deslocada para as planícies, enquanto os próprios turcos se estabeleceram nas colinas e vales. Os croatas de Županja, Babina Greda e Štitar mudaram-se para as aldeias de Kopanice, Vidovice, Tolisa e Domaljevac.
Os atuais municípios de Derventa e Bosanski Brod foram colonizados por pessoas da Herzegovina entre os anos de 1735 e 1782, e novamente em uma onda menor em 1820. Desde 1697, aproximadamente 20.000 católicos emigraram da região. A maioria das pessoas emigrou para os municípios de Modriča, Gradačac, Orašje, Bosanski Šamac e Brčko, provenientes de Mostar, Posušje, Uskoplje, Bugojno, Livno e Duvno.
Antes da Guerra da Bósnia, os atuais municípios de Donji Žabar e Vukosavlje pertenciam a Odžak e Orašje, enquanto o atual município de Domaljevac-Šamac pertencia a Bosanski Šamac. A história do cantão atual começa em 18 de março de 1994, com a assinatura do Acordo de Washington. O Cantão de Posavina foi oficialmente criado em 12 de junho de 1996 como um dos dez cantões da Federação da Bósnia e Herzegovina, um dos três cantões de maioria croata.

## Geografia
O cantão fica perto da fronteira com a Croácia e perto do rio Sava, que forma uma fronteira natural entre a Bósnia e Herzegovina e a Croácia. O cantão é composto por dois enclaves não conectados: o ocidental, composto pelo município de Odžak, e o oriental, composto pelos municípios de Orašje e Domaljevac-Šamac.
Posavina é uma região que inclui outras partes da Bósnia e Herzegovina e partes da Croácia. Por isso, este cantão é por vezes chamado de Bosanska Posavina (Posavina bósnia) e é a única parte do norte da Bósnia perto da fronteira com a Croácia que se encontra na Federação. O resto do norte da Bósnia, perto do rio Sava e da fronteira, é o Distrito de Brčko e a República Srpska. O distrito de Brčko divide a Republika Srpska em duas partes.
A localização do cantão de Posavina, perto do rio Sava, torna-o um bom local para a agricultura, pois é uma planície baixa e não há montanhas na região. É assim em toda a fronteira norte com a Croácia, com muita agricultura e pecuária. O rio Sava é um rio que atravessa a Eslovênia, a Croácia, a Bósnia e Herzegovina e a Sérvia. Na Bósnia-Herzegovina, ele atravessa a fronteira norte e forma uma fronteira natural entre a Bósnia-Herzegovina e a Croácia.
Posavina significa literalmente “ao longo do Sava” na língua bósnia. O rio Sava é o maior rio navegável da Bósnia e Herzegovina. Grande parte dos alimentos da Bósnia e Herzegovina e da Croácia provém desta região, não só da Posavina bósnia, mas também do resto dos campos férteis ao longo do rio Sava.

### Municípios
O cantão é composto pelos municípios de Domaljevac-Šamac, Odžak e Orašje.

## Demografia

### Censo de 1991
| Município        | Nacionalidade | Nacionalidade | Nacionalidade | Nacionalidade | Nacionalidade | Nacionalidade | Nacionalidade | Nacionalidade | Total  |
| Município        | Croatas       | %             | Sérvios       | %             | Bósnios       | %             | Outro         | %             | Total  |
| ---------------- | ------------- | ------------- | ------------- | ------------- | ------------- | ------------- | ------------- | ------------- | ------ |
| Odžak            | 16.338        | 54,36         | 5.667         | 18,85         | 6.220         | 20,69         | 1.831         | 6.09          | 30.056 |
| Orašje           | 21.308        | 75,12         | 4.235         | 14,93         | 1.893         | 6,67          | 931           | 3.28          | 28.367 |
| Domaljevac-Šamac | 4.598         | 98,02         | 26            | 0,55          | 7             | 0,15          | 60            | 1,28          | 4.691  |
| Cantão           | 42.224        | 66,90         | 9.928         | 15,73         | 8.113         | 12,85         | 2.822         | 4,47          | 63.114 |

### Censo de 2013
| Município        | Nacionalidade | Nacionalidade | Nacionalidade | Nacionalidade | Nacionalidade | Nacionalidade | Total  |
| Município        | Bósnios       | %             | Croatas       | %             | Sérvios       | %             | Total  |
| ---------------- | ------------- | ------------- | ------------- | ------------- | ------------- | ------------- | ------ |
| Odžak            | 6.220         | 33.04         | 11.621        | 61,74         | 582           | 3.09          | 18.821 |
| Orašje           | 2.015         | 10.14         | 17.345        | 87,33         | 157           | 0,79          | 19.861 |
| Domaljevac-Šamac | 17            | 0,35          | 4.634         | 97,12         | 92            | 1,92          | 4.771  |
| Cantão           | 8.252         | 18,99         | 33.600        | 77,32         | 831           | 1,91          | 43.453 |

## Política e governo
De acordo com a lei, o cantão de Posavina é um dos dez cantões da Federação da Bósnia e Herzegovina, que é uma das duas entidades da Bósnia e Herzegovina.
Posavina tem os seus próprios poderes legislativos, executivos e judiciais. Tal como cada um dos cantões da FBiH, o cantão de Posavina tem a sua própria constituição, assembleia, governo, símbolos e várias competências exclusivas (polícia, educação, utilização dos recursos naturais, política espacial e habitação, cultura), enquanto algumas competências são partilhadas entre as autoridades federais e cantonais (saúde, proteção social, transportes). A sede do poder executivo, ou seja, a capital do cantão, é Orašje (Governo Cantonal de Posavina), enquanto Domaljevac é a sede do poder legislativo (Assembleia Cantonal de Posavina) e Odžak é a sede do poder judicial.
A nível local, os cidadãos do cantão de Posavina elegem o governo em três municípios a cada quatro anos, em eleições livres.

### Poder legislativo
A cada quatro anos, os cidadãos do Cantão de Posavina votam em eleições gerais para eleger um total de 21 deputados para a Assembleia do Cantão de Posavina.
A composição atual da assembleia cantonal é a seguinte:
| Grupos       | Membros por grupo |
| UDC BIH      | 12 / 21           |
| PDA          | 3 / 21            |
| UDC 1990     | 2 / 21            |
| PSD BH       | 1 / 21            |
| PRC          | 1 / 21            |
| Independente | 1 / 21            |
| MAD          | 1 / 21            |
| Fonte:       |                   |

### Governo
Com base nas eleições gerais, o atual governo PK é formado por uma coalizão entre a União Democrática Croata da Bósnia e Herzegovina (UDC BH) e o Partido Social Democrata da Bósnia e Herzegovina (PDS BH).
O atual governo é composto pelos seguintes ministérios:
| Primeiro Ministro                                             |  | Đuro Topić        | 7 de fevereiro de 2023  | UDC BH |
| Ministério do Interior                                        |  | Đuro Delić        | 22 de fevereiro de 2024 | UDC BH |
| Ministério da Justiça e Administração                         |  | Mirsad Ahmetović  | 7 de fevereiro de 2023  | PDS BH |
| Ministério das Finanças                                       |  | Mijo Stanić       | 7 de fevereiro de 2023  | UDC BH |
| Ministério dos Transportes, Comunicações e Proteção Ambiental |  | Pero Radić        | 7 de fevereiro de 2023  | UDC BH |
| Ministério da Educação, Ciência, Cultura e Desporto           |  | Ana Andrić        | 7 de fevereiro de 2023  | UDC BH |
| Ministério da Saúde e Política Social                         |  | Damir Živković    | 7 de fevereiro de 2023  | UDC BH |
| Ministério da Agricultura, Gestão de Águas e Florestas        |  | Mato Brkić        | 7 de fevereiro de 2023  | UDC BH |
| Ministério da Economia, Trabalho e Ordenamento do Território  |  | Dragutin Živković | 7 de fevereiro de 2023  | UDC BH |
| Ministério dos Veteranos                                      |  | Ilija Mišković    | 7 de fevereiro de 2023  | UDC BH |
| Fonte:                                                        |  |                   |                         |        |

## Economia
No período pré-guerra, especialmente nos últimos dez anos, o cantão era uma das regiões mais ricas da Bósnia-Herzegovina. É importante na agricultura (Posavina é o maior celeiro da Bósnia e Herzegovina), na economia (refinaria de petróleo em Bosanski Brod e Modriča, fábricas de móveis, têxteis, calçados, indústria metalúrgica, indústria química, etc.), recursos naturais fluviais, florestas, e a região também é conhecida pelo fato de muitas pessoas terem trabalhado temporariamente no exterior. A área está orientada para o Ocidente, com indicadores convincentes de uma integração muito rápida nas tendências culturais, econômicas e civilizacionais europeias.

## Cultura

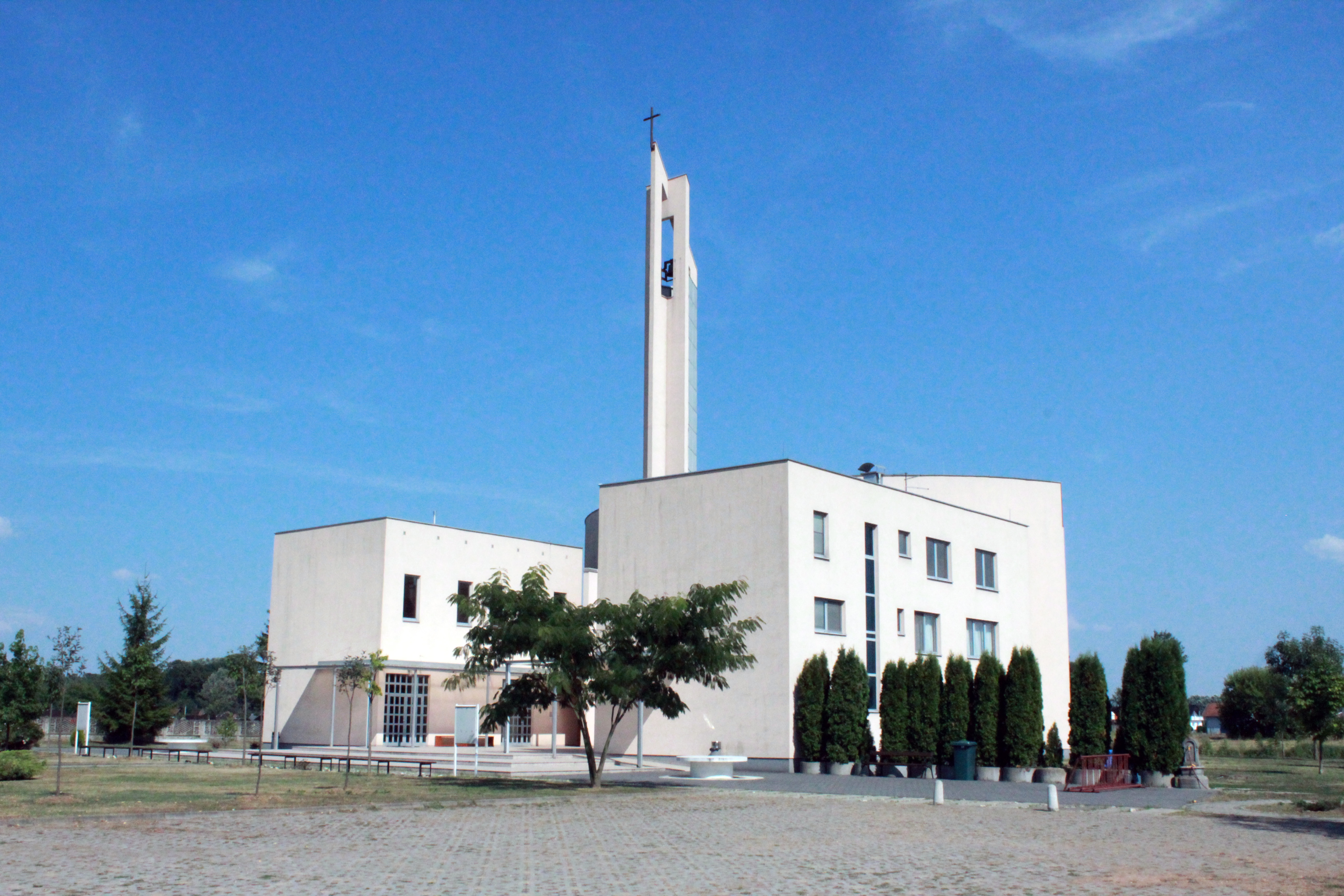
Igreja de São Jacó em Grebnice

### Esporte
HNK Orašje, o clube de futebol local de Orašje venceu a Copa Bósnia de Futebol na temporada 2005-06.

### Religião
A maioria da população professa o cristianismo, sendo a Igreja Católica a denominação mais importante, com 33.191 habitantes no cantão de Posavina (representando mais de 77% da população). A minoria não cristã mais significativa é composta por muçulmanos (8.341 habitantes), existindo também outros cristãos, como membros da Igreja Ortodoxa Sérvia (841 habitantes).